# Algar de Palància
Algar de Palància – gmina w Hiszpanii, w prowincji Walencja, we wspólnocie autonomicznej Walencja, o powierzchni 13,15 km². W 2011 roku liczyła 555 mieszkańców.
Do roku 2023 gmina nosiła hiszpańską nazwę Algar de Palancia, jednak na mocy dekretu Rady Generalitat Valenciana z 24 marca 2023 r. jako wyłączną przyjęto nazwę walencką (katalońską) – Algar de Palància.